# Michael Koch (sciatore)
Michael Koch (...) è un ex sciatore alpino austriaco.

## Biografia
Sciatore polivalente, Koch vinse il titolo nazionale austriaco nella combinata nel 1974; non prese parte a rassegne olimpiche e non ottenne piazzamenti in Coppa del Mondo o ai Campionati mondiali.

## Palmarès

### Campionati austriaci
- 1 medaglia:
  -  1 oro (combinata nel 1974)[senza fonte]